# Сливиньский, Блажей
Бла́жей Сливиньский (пол. Błażej Śliwiński, род. 25 июня 1954, Гданьск) —— польский историк, профессор.

## Биография
Выпускник начальной школы № 67 (1969 г.) и средней школы № 1 в Гданьске (1974 г.). Окончил исторический факультет Гданьского университета (1977 г.) и начал работать в Институте истории Гданьского университета. В 1982 году защитил докторскую диссертацию, в 1988 году получил хабилитационную степень. Он получил должность доцента в 1994 году, должность профессора в 1998 году и учёное звание профессора гуманитарных наук в 1993 году. Блажей специализируется на средневековой истории и вспомогательных науках польской истории. Он был членом Комитета исторических наук Польской академии наук. Он был заведующим кафедрой истории средневековья Польши и вспомогательных исторических наук на историческом факультете Гданьского университета.
Он также читал лекции в Высшей педагогической школе/Поморской педагогической академии в Слупске (1993–2004 гг.), в Балтийской высшей гуманитарной школе в Кошалине (1994–2001 гг.) и в Высшей школе туризма и гостиничного менеджмента в Гданьске (2005–2011 гг.).
Он также был научным редактором Гданьской энциклопедии (2012).
В 1999 году он был награждён Золотым крестом за заслуги от президента Республики Польша Александра Квасьневского. Он также получил медаль Национальной комиссии по образованию (2001) и медаль Св. Войцеха (2014).

## Основные публикации
- Rola polityczna możnowładztwa na Pomorzu Gdańskim w czasach Mściwoja II  (1987)
- Lisowie Krzelowscy w XIV–XV w[ieku] i ich antenaci : studium genealogiczne, Gdańsk : Wydawnictwo "Marpress[пол.]", 1993, ISBN 83-85349-10-3
- Studia z dziejów Pomorza w XII wieku (wraz z Jan Powierski[пол.] i Klemensem Bruskim, 1993)
- Kronikarskie niedyskrecje czyli Życie prywatne Piastów, Gdańsk : Wydawnictwo "Marpress[пол.]", 1994, ISBN 83-85349-30-8
- Poczet książąt gdańskich: dynastia Sobiesławiców XII–XIII wieku, Gdańsk : Wydawnictwo "Marpress[пол.]",  Wyd. I 1997 ISBN 83-85349-81-2, Wyd. II 2006 ISBN 83-89091-95-X
- Dzieje kasztelanii chmieleńskiej (2000)
- Pomorze Wschodnie w okresie rządów księcia polskiego Władysława Łokietka w latach 1306–1309, Gdańsk : Muzeum Archeologiczne, 2003, ISBN 83-85824-08-1
- Zawisza Czarny z Garbowa herbu Sulima (wraz z Beatą Możejko i Sobiesławem Szybkowskim, 2003)
- Herby miast, gmin i powiatów województwa pomorskiego. T. 2 (wraz z Beatą Możejko, 2004)
- Rzeź i zniszczenie Gdańska przez Krzyżaków w 1308 roku, Gdańsk : Wydawnictwo "Marpress[пол.]", 2006, ISBN 83-89091-91-7
- Początki Gdańska : dzieje ziem nad zachodnim brzegiem Zatoki Gdańskiej w I połowie X wieku, Gdańsk : Muzeum Historyczne Miasta Gdańska, 2009, ISBN 978-83-61077-28-2
- Sambor II. Książę tczewski (2010)
- Leszek książę inowrocławski, Kraków : Wydawnictwo Avalon, 2010, ISBN 978-83-60448-85-4
- Bezprym. Pierworodny syn pierwszego króla Polski (986–zima/wiosna 1032), 2014